# Ciel Tower
Ciel Tower es un rascacielos construido en Dubái. Con 364 metros de altura, es el hotel más alto del mundo desde su culminación en 2024, superando al Gevora Hotel, también ubicado en la ciudad.

## Diseño
El rascacielos ha sido diseñado por NORR y se sitúa en el distrito Dubai Marina, muy cerca del mar. Contará con una fachada de color plateado y huecos concisos en la parte superior del edificio. Allí se ubicará un bar y una piscina "infinita".
Sus 82 pisos acogen 1042 habitaciones, de las cuales 150 son suites.
Los cimientos del edificio cuentan con 12000 metros cúbicos de hormigón y más de 3000 toneladas de acero.